# Ульріх Мартен
Ульріх Мартен (нім. Ulrich Marten; нар. 7 січня 1956) — колишній німецький тенісист.
Найвищу одиночну позицію світового рейтингу — 161 місце досяг 22 грудня 1980 року.
Здобув 1 парний титул.
Найвищим досягненням на турнірах Великого шолома був чвертьфінал в парному розряді.

## Фінали Гран-прі за кар'єру

### Парний розряд: 1 (1–0)
| Результат | В-П | Дата     | Турнір            | Покриття | Партнер        | Суперники                 | Рахунок       |
| --------- | --- | -------- | ----------------- | -------- | -------------- | ------------------------- | ------------- |
| Перемога  | 1–0 | Лип 1980 | Кіцбюель, Австрія | Ґрунт    | Клаус Ебергард | Карлус Кірмайр Кріс Льюїс | 6–4, 3–6, 6–4 |

## Титули на челленджерах

### Парний розряд: (1)
| Ранг | Рік  | Турнір          | Покриття | Партнер        | Суперники                    | Рахунок       |
| ---- | ---- | --------------- | -------- | -------------- | ---------------------------- | ------------- |
| 1.   | 1980 | Паріолі, Італія | Ґрунт    | Клаус Ебергард | Карл Майлер Вернер Зірнгібль | 3–6, 6–3, 7–5 |